# André Tuilier
André Tuilier (* 20. Dezember 1921 in Paris; † 19. Dezember 2014 in Mulhouse) war ein französischer Gräzist und Bibliothekar (Conservateur de bibliothèque).

## Leben
Tuilier ist 1945 in den Bibliotheksdienst eingetreten und war von 1949 bis 1952 Direktor der zentralen Ausleihbibliothek in Blois (Département Loir-et-Cher), von 1952 bis 1958 Bibliothekar an der Bibliothèque nationale, dann von 1959 bis 1962 beim CNRS und von 1963 bis 1971 Conservateur, von 1971 bis 1986 Leiter (Conservateur en chef) der Bibliothek der Sorbonne. 1969 wurde er mit einer Arbeit zur Textgeschichte des Euripides zum docteur d’État ès-lettres et sciences humaines promoviert. Im Zusammenhang mit seiner bibliothekarischen Funktion hat er unter anderem drei Kataloge zu Ausstellungen in der Sorbonne herausgegeben und jeweils eine Geschichte der Universität Paris sowie des Collège de France verfasst.

## Forschung
Tuilier hat zur Textgeschichte der Tragödien des Euripides gearbeitet sowie das Gregor von Nazianz zugeschriebene Drama Das Leiden Christi, dann die Didache (Apostellehre) und schließlich eine Reihe von Gedichten des Gregor von Nazianz herausgegeben.

## Auszeichnungen
Tuilier wurde zum Chevalier der Légion d’honneur und zum Officier des Palmes académiques ernannt.

## Schriften (Auswahl)
Schriften zur Klassischen Philologie
- mit André Chesneaux, Charles Parain: État et Classes dans l’Antiquité esclavagiste. Structure – Évolution. Éditions de la Nouvelle Critique, Paris 1957. – Rez. von Tony Reekmans, in: L’Antiquité Classique 27, 1958, S. 246–247, (online).
- Recherches critiques sur la tradition du texte d’Euripide. Klincksieck, Paris 1968 (Études et Commentaires, lxviii). – Rez. von James Diggle, in: The Classical Review 21, 1971, S. 19–21, (online); André Wartelle, in: Revue des Études Grecques 83, 1970, S. 241–244, (online).
- (Hrsg.): Grégoire de Nazianze, La Passion du Christ. Tragédie. Le Cerf, Paris 1969. – Rez. von Emmanuel Amand de Mendieta, in: L’Antiquité Classique 38, 1969, S. 597–599, (online).
- Étude comparée du texte et des scholies d’Euripide. Klincksieck, Paris 1972. – Rez. von Liliane Bodson, in: Revue belge de philologie et d’histoire 52, 1974, S. 79–80, (online).
- (Hrsg. mit Willy Rordorf): La Doctrine des douze apôtres. Le Cerf, Paris 1978, zweite Auflage 1998 (Sources Chrétiennes, 248). – Rez. von Pierre Nautin, in: Revue de l’histoire des religions 197, 1980, S. 99, (online).
- Didache. In: Theologische Realenzyklopädie 8, 1981, S. 731–736.
- La Didachè et le problème synoptique. In: Clayton N. Jefford, The Didache in Context: Essays on Its Text, History, and Transmission. Brill, Leiden 1995, S. 110–130, (Auszüge online).
- (Hrsg., mit Jean Bernardi, Guillaume Bady): Saint Grégoire de Nazianze, Œuvres poétiques. Tome I, 1re partie: Poèmes personnels (II, 1, 1-11). Traduit par Jean Bernardi, édité par André Tuilier, Guillaume Bady. Les Belles Lettres, Paris 2004.
- Christine Amiech: Les Phéniciennes d’Euripide: commentaire et traduction. Préface de André Tuilier. L’Harmattan, Paris 2004.
- Grégoire de Nazianze. Œuvres poétiques, tome I, première partie. Poèmes personnels (II,1,1–11). Texte critique établi par A. Tuilier et G. Bady, traduction et commentaire de J. Bernardi (= Collection des Universités de France, Série grecque 433). Les Belles Lettres, Paris 2004.

Schriften zur Universität Paris und zum Collège de France
- (Hrsg.): La vie universitaire parisienne au XIIIe siècle. 1974.
- (Hrsg.): Richelieu et le monde de l’esprit. 1985.
- (Hrsg.): L’Université de Paris, la Sorbonne et la Révolution. 1989.
- Histoire de l’Université de Paris et de la Sorbonne. Band 1. Nouvelle librairie de France, 1994. – Rez. von Albert Poirot, in: Bulletin des bibliothèques de France 2, 1996, (online).
- Université et société. In: Annales de philosophie et des sciences humaines 7-8, 1995, S. 261–271, (online) (PDF; 585 kB).
- Histoire du Collège de France. Band I. Fayard, Paris 2006.